# 中央ロシア高地

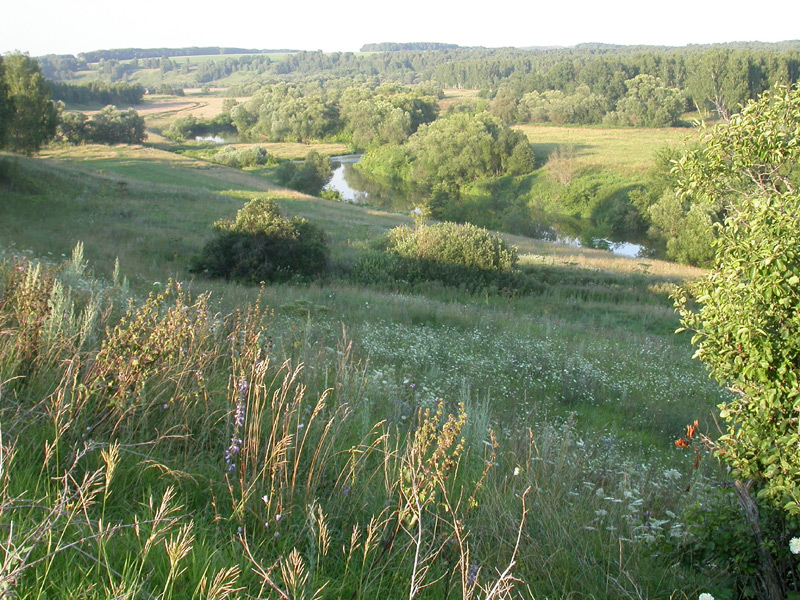
中央ロシア高地を流れるオカ川の支流オショートル川（Осётр）

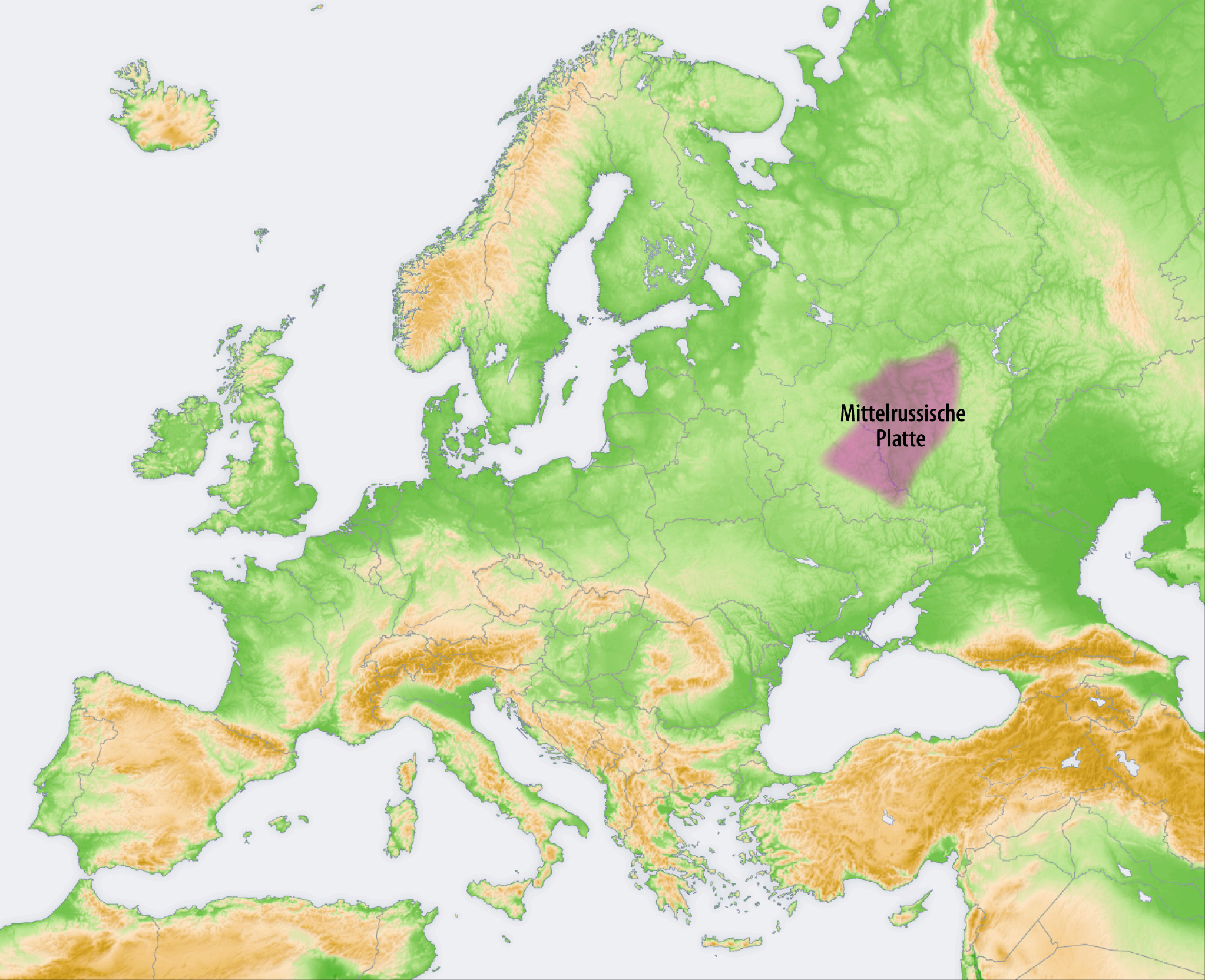
中央ロシア高地の位置（紫色部分）

中央ロシア高地（ちゅうおうロシアこうち、ウクライナ語: Середньоруська височина、ロシア語: Среднерусская возвышенность、英語: Central Russian Upland）はロシアおよびウクライナの丘陵地帯。東ヨーロッパ平原の只中にあり、ヨーロッパ・ロシアの南西部からウクライナの北東部にかけて広がる。おおよその面積は50万km2。標高は高い部分で287m。なお、ウクライナ語名からわかるようにこの地名は「中央ルーシ高地」と訳す方が適切である可能性があるが、日本では慣習的に「ルーシ」ではなく「ロシア」と訳している。
中央ロシア高地はモスクワの南西にあるスモレンスク高地から南へに伸びている。丘陵地帯はドン川の西に沿って広がり、南はドン川の人工湖ツィムリャンスク湖（ヴォルゴグラードの南西）付近まで続く。また、スモレンスク州から北はヴァルダイ丘陵につながっている。
丘や山の多い起伏のある地形であり、あちこちに高低差150mほどの峡谷が刻まれている。中央ロシア高地からはドン川、ドネツ川、オカ川、プショル川（ロシア語: Псёл, ウクライナ語: Псел）、オスコル川（ロシア語: Оско́л, ウクライナ語: Оскiл）、セイム川（Сейм）などが発し、高地の北端にはウグラ川（Угра）が流れる。主な都市にはカルーガ、トゥーラ、ノヴォモスコフスク、ブリャンスク、オリョール、クルスク、ベルゴロドなどがある。